# Florian van Volxem
Florian Van Volxem (Düsseldorf, 27 de marzo de 1973) es un músico y compositor alemán.

## Premios y reconocimientos
- German TV Music Award 2010 (junto con Sven Rossenbach) en la categoría de varias partes / serie por En la cara del crimen[1]
- Premio de la Crítica de Cine Alemán 2014 (con Sven Rossenbach) por la película Die Geliebten Schwestern

## Filmografía (selección)
- 2000: München – Geheimnisse einer Stadt (Regie: Dominik Graf)
- 2002: Die Freunde der Freunde (Regie: Dominik Graf)
- 2003: Hotte im Paradies (Regie: Dominik Graf)
- 2005: Polizeiruf 110 – Der scharlachrote Engel (Regie: Dominik Graf)
- 2006: Eine Stadt wird erpresst (Regie: Dominik Graf)
- 2006: Polizeiruf 110 – Er sollte tot (Regie: Dominik Graf)
- 2007: Das Gelübde (Regie: Dominik Graf)
- 2009: Im Angesicht des Verbrechens (Regie: Dominik Graf)
- 2010: Dreileben – Komm mir nicht nach (Regie: Dominik Graf)
- 2011: Riskante Patienten (Regie: Stefan Krohmer)
- 2011: Das unsichtbare Mädchen (Regie: Dominik Graf)
- 2011: Unter anderen Umständen – Spiel mit dem Feuer (Regie: Judith Kennel)
- 2011: Polizeiruf 110 – Cassandras Warnung (Regie: Dominik Graf)
- 2012: Lawinen der Erinnerung (Regie: Dominik Graf)
- 2013: Im Netz (Regie: Isabel Kleefeld)
- 2013: Verratene Freunde (Regie: Stefan Krohmer)
- 2013: Tatort – Aus der Tiefe der Zeit (Regie: Dominik Graf)
- 2014: Weiter als der Ozean (Regie: Isabel Kleefeld)
- 2014: Die geliebten Schwestern (Regie: Dominik Graf)
- 2014: Die reichen Leichen. Ein Starnbergkrimi (Regie: Dominik Graf)
- 2014: Polizeiruf 110 – Smoke on the Water (Regie: Dominik Graf)
- 2014: Sein gutes Recht (Regie: Isabel Kleefeld)
- 2015: Was heißt hier Ende? Der Filmkritiker Michael Althen (Regie: Dominik Graf)
- 2015: Tatort – Hydra (Regie: Nicole Weegmann)
- 2015: Die abhandene Welt (Regie: Margarethe von Trotta)
- 2015: Besser als Du (Regie: Isabel Kleefeld)
- 2015: Tatort – Kälter als der Tod (Regie: Florian Schwarz)
- 2016: Das weiße Kaninchen (Regie: Florian Schwarz)
- 2016: Am Abend aller Tage (Regie: Dominik Graf)
- 2016: Ein Teil von uns
- 2016: Was ich von dir weiß (Regie: Isabel Kleefeld)
- 2016: Zielfahnder – Flucht in die Karpaten
- 2017: Das Leben danach (Regie: Nicole Weegmann)
- 2017: Tatort – Der rote Schatten (Regie: Dominik Graf)
- 2017: Meine fremde Freundin (Regie: Stefan Krohmer)
- 2018: Hanne (Regie: Dominik Graf)
- 2018: Aufbruch in die Freiheit (Regie: Isabel Kleefeld)
- 2019: Marie Brand und der Reiz der Gewalt (Regie: Nicole Weegmann)
- 2019: Polizeiruf 110 – Der Ort, von dem die Wolken kommen
- 2020: Tatort – Kein Mitleid, keine Gnade (Regie: Felix Herzogenrath)
- 2020: Tatort: Das perfekte Verbrechen
- 2020: Unter anderen Umständen: Lügen und Geheimnisse
- 2020: Polizeiruf 110: Der Verurteilte
- 2021: Tatort – Borowski und die Angst der weißen Männer
- 2021: Fabian oder Der Gang vor die Hunde

## Reproducción de radio (selección)
- 2004 57'38 'Ewigkeit, de Bibiana Beglau y Stefan Jäger
- 2005 El camino a la felicidad de Ingrid Laus
- 2007 Una vida hermosa de Martin Portavoz: Becker Ueli Jäggi y Raphael Clamer
- 2011 Grabesgruen de Tana French WDR radio play- (Director: Martin Zylka)
- 2011 Armador de caballeros de Mariana Leky, obra de radio WDR (Directora: Petra Feldhoff)
- 2011 Empujador de Bernhard Pfletschinger, función de radio ARD
- 2012 El budista y yo de Mariana Leky, obra de radio WDR (Directora: Petra Feldhoff)
- 2012 El viaje de Fennymore o cómo hacer un perro salchicha con un abrigo de sal por Kirsten Reinhardt
- 2013 The Elevator de Mariana Leky, obra de radio WDR (Directora: Petra Feldhoff)

## Enlaces
- Sitio web

- Datos: Q15452293